# Alan McDonald (Snookerspieler)
Alan McDonald (* 1929 oder 1930; † 26. Mai 1974 in Sydney), heutzutage auch Allan McDonald, war ein australischer Snookerspieler, der in der Saison 1973/74 Profispieler war. Seine Profikarriere endete mit seinem frühen Tod.

## Karriere
McDonald war in seinem gesamten Leben mit dem Snooker verbunden. Lange Zeit war er mit dem Sydney Trade Unions Club verbunden, daneben war er auch „residierender Snookerspieler“ im South Sydney Junior Rugby League Club und später im Revesby Workers’ Club. Die vom Sydney Trade Union Club ausgerichtete Stadtmeisterschaft von Sydney gewann McDonald 1969 gegen Eddie Charlton und 1972 gegen Gary Owen. Darüber hinaus nahm er seit 1964 regelmäßig an der Australian Professional Championship teil. Mittlerweile hatte sich McDonald einen seiner größten Träume erfüllt, als er genug Geld zusammen hatte, dass er sich ein Lehrbuch von Joe Davis kaufen konnte. Anfang der 1970er-Jahre erkrankte er aber an Krebs. Auch wenn er gesundheitlich sehr geschwächt war, wurde er zur Saison 1973/74 Profispieler.
Bei seinem ersten Profiturnier, der Australian Professional Championship 1973, durfte er direkt im Halbfinale beginnen, unterlag aber sofort Gary Owen. Danach reiste er um die halbe Welt nach Manchester zur Snookerweltmeisterschaft 1974, wo er gegen Cliff Thorburn sein Auftaktspiel verlor. Für „seinen Mut, seine [gezeigten] Fähigkeiten und seine Gelassenheit vor dem Hintergrund seiner Erkrankung“ avancierte McDonald in England zum Publikumsliebling. Danach kehrte der mittlerweile schwerkranke McDonald noch nach Australien zurück, bevor er am 26. Mai 1974 in Sydney im Alter von nur 44 Jahren verstarb. Der führende australische Spieler jener Zeit, Eddie Charlton, würdigte McDonald als einen seiner härtesten Konkurrenten.
In zeitgenössischen Presseartikel wird McDonalds Vorname immer „Alan“ geschrieben. Die Snooker-Datenbank CueTracker nennt ihn nichtsdestotrotz „Allan“ mit Vornamen.